# Charles de Lambert
Pour les articles homonymes, voir Charles de Lambert (homonymie) et Lambert.
Charles de Lambert, né à Funchal (île de Madère) le 30 décembre 1865 et mort à Saint-Sylvain-d'Anjou (Maine-et-Loire) le 26 février 1944, est un aventurier et pilote français. Pionnier de l'aviation, il fut le premier à survoler la Tour Eiffel en avion avec son Wright Model A, le 18 octobre 1909.
Il vola pour la première fois en 1908 à bord de l'avion d'Orville et Wilbur Wright, lors d'une manifestation aux Hunaudières, le 28 octobre 1908. Wilbur va ainsi le former au pilotage de l'appareil qu'il a conçu avec son frère: lors de son premier cours, ce 28 octobre 1908, Charles de Lambert va réaliser trois vols de 12, 8 et 15 minutes avec l'appareil muni d'une double commande. Le pilote se contentant pour l'heure de vols en ligne droite.
Il fut l'un des premiers élèves de l'école créée par les frères Wright à Pau-Pont Long, au début de l'année 1909 et décolle de Viry-Châtillon.

## Biographie

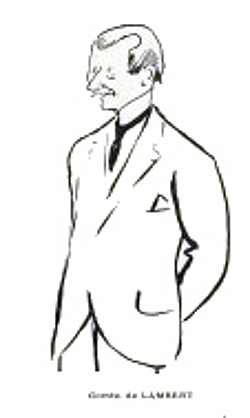
Caricature de Sem

### Initiation à l'aviation
C'était un de ces passionnés des inventions révolutionnaires de la fin du XIXe siècle. Dans cette effervescence qui voit la création des premières automobiles, du moteur à explosion et des premiers aéronefs, il se passionne pour la conquête de l'air, ainsi que pour l'hydroglisseur.
Son père Charles Alexandre, marquis de Lambert, général de l'armée russe (sa mère Julie Deef est russe) meurt quelques mois avant la naissance de son fils ; sa mère s'appelle Marguerite Savary.
Il a passé son enfance à Pau, tout comme son ami Paul Tissandier (1881 - 1945), fils du scientifique et aéronaute Gaston Tissandier (1843 - 1899), inventeur du premier moteur électrique pour dirigeables. Devenu ingénieur en 1891, il se consacre à la création d'un hydroglisseur. Il participe à une compétition motonautique à Monaco, en 1907, aux commandes d'un hydroplane de sa conception.
Il découvre l'avion des frères Orville et Wilbur Wright après l'arrivée en France de Wilbur, en 1908. Celui-ci s'est installé au Mans grâce au contrat conclu avec la Compagnie générale de navigation aérienne de Lazare Weiller. Le succès remporté par ces démonstrations attire le comte de Lambert, qui reçoit son baptême de l'air le 28 octobre 1908. Lors de cette journée, avec à ses côtés Wilbur Wright qui a le double des commandes, il va réaliser trois vols de 12, 8 et 15 minutes au camp d’Auvours, ne pilotant que dans les lignes droites.
Il fait partie des tout premiers élèves de l'école de pilotage créée par les frères Wright à Pau, avec Paul Tissandier et le capitaine Paul Lucas-Girardville. Après 23 leçons, totalisant un peu plus de cinq heures de vol, Charles de Lambert s'envole seul pour la première fois le 18 mars 1909.

### Première traversée de la Manche en 1909
Charles de Lambert apprend que le quotidien britannique, le Daily Mail, offre un prix de 1 000 £ au premier homme qui franchira la Manche en avion. Lord Northcliffe, propriétaire du Times, incite les frères Wright à se lancer dans ce défi, mais Orville, déjà détenteur de plusieurs records, préfère rentrer aux États-Unis pour s'occuper de son entreprise avec son frère.
Charles de Lambert se lance dans ce défi. Il a acheté deux Flyer Wright Model A et décide de s'installer dans le Pas-de-Calais pour tenter cette traversée. Il s'installe dans la baie de Wissant, entre les caps Blanc-Nez et Gris-Nez. À quelques kilomètres de là, les aviateurs Hubert Latham et Louis Blériot se préparent également à tenter l'aventure.
Le 19 juillet, Latham tente le premier de franchir la Manche. À la suite d'une panne électrique, il est contraint à un amerrissage de fortune.
Le 25 juillet, Louis Blériot tente sa chance, à son tour, avec le succès que l'on sait. C'est la fin des espoirs de Charles de Lambert.

### Exploits aériens
L'engouement pour l'aviation en France est à son comble après cet exploit de l'aviateur et constructeur français.
Il participe au premier meeting aérien mondial organisé en Champagne, à Reims-Bétheny. Il remporte la 4e place pour le vol le plus long sans ravitaillement, en assurant un vol de 116 kilomètres.
Un grand meeting aérien est organisé sur le premier aérodrome, à Viry-Châtillon, en octobre 1909. Le comte Charles de Lambert participe à cette réunion, où il remporte à peu près tous les prix. Pour marquer un coup d'éclat, il décide de se lancer au-dessus de Paris et contourne la Tour Eiffel, le 18 octobre 1909, avant de revenir à son point de départ, Juvisy, quelque 49 minutes plus tard avec son appareil Wright à moteur Bariquand,. Il reçoit aussitôt la médaille d'or de l'Aéro-Club de France et la Légion d'honneur, quelques jours plus tard. En effet, un décret publié au Journal Officiel du 19 décembre 1909, le nomme chevalier de la Légion d’honneur, à titre étranger car il est de nationalité russe, pourtant né à Madère et membre d'une vieille famille française.
Le 1er juin 1910, le comte de Lambert se fait remarquer lors d'une manifestation aéronautique organisée par l'Aéro-Club à Issy-les-Moulineaux, en terminant un vol de démonstration avec une descente en spirale. Le service d'ordre interviendra même pour calmer les spectateurs qui sont époustouflés par la performance.

### Exploits nautiques

Canot à hélice du comte de Lambert en 1913.

Suivant sa passion pour les inventions mécaniques, Charles de Lambert poursuit les travaux entrepris avec son ami Paul Tissandier autour des premiers hydroglisseurs. En octobre 1913, l'hydroglisseur piloté par Tissandier bat le record de vitesse d'un engin sur l'eau, en atteignant la vitesse de 98,6 km/h.
Après la Première Guerre mondiale, Charles de Lambert pense que le temps est venu pour commercialiser ses hydroglisseurs. Il crée la Société anonyme des hydroglisseurs, basée à Nanterre, en 1920. Il tente de vendre ses engins aux pouvoirs publics, notamment dans les colonies. Munis de cabines et de puissants moteurs (200 ch), ces engins semblent bien adaptés pour transporter marchandises et troupes sur les immenses fleuves d'Indochine (le Mékong) ou d'Afrique occidentale (le fleuve Niger). Mais l'affaire périclite, notamment à cause des nuisances sonores.

### L'oubli
Le comte de Lambert sombre dans l'oubli. Il meurt dans le dénuement en février 1944, à l'âge de 78 ans.